# Battuti
I Battuti erano gli appartenenti a diverse confraternite di laici attive dal medioevo. Il nome deriva inizialmente dalla penitenza della flagellazione che almeno alcuni gruppi fra essi si imponevano come regola, ma rimane poi anche quando tale usanza cade in disuso, il che avviene ben presto, assumendo il senso morale di afflitti. In questo senso, i battuti si distinguono dai flagellanti di Raniero Fasani: ad esempio, a Forlì sono già attivi nel 1252, cioè prima dell'inizio del movimento di Fasani.

## Storia
Solitamente votati alla Madonna (di qui le varie chiese ed ospedali di Santa Maria dei Battuti), i battuti compivano opere di beneficenza e assistenza, soprattutto gestendo ospizi ed ospedali e assistendo ai riti religiosi. Queste formazioni erano consuete in tutta Italia. A Forlì, si potevano contare almeno sei diverse confraternite di battuti, con differenti vocazioni caritative: Celestini, Verdi, Neri, Rossi, Bigi, Bianchi.
Le confraternite erano organizzate secondo una certa gerarchia. Solitamente al vertice stava il castaldo, affiancato da un tesoriere (massaro) e dal direttore dell'ospedale (priore). Il sindaco faceva applicare le regole dell'organizzazione, mentre lo zappafanghi o pestafanghi ne era il porta ordini. Anche le donne vi partecipavano attivamente e si ha notizia perfino di priore donne, solitamente mogli di priori deceduti, le quali ne assumevano i compiti.
Sorte soprattutto nel medioevo, tali confraternite furono molto attive per tutto il periodo della loro esistenza. Furono in larga parte soppresse con gli editti napoleonici di inizio Ottocento.

## Curiosità
Sono numerose in tutto il nord dell’Italia le chiese dei Battuti. In alcuni casi, esse sono ancora luoghi di culto; in altri, invece, sono sede di concerti, conferenze ed eventi culturali.
A Castagnole delle Lanze e in Villanova d'Asti vi è la Chiesa della Confraternita dei Battuti Bianchi. Essa si trova su una piazza del centro storico del paese che ospitava l'antico gioco della pantalera. È stata costruita nel 1668 ed oggi sconsacrata e adibita a luogo per eventi culturali. In occasione di particolari manifestazioni viene esposta all'interno la collezione botanica del conte di Paolo Ballada di Saint Robert.

## Edifici e chiese
- Casa della Confraternita dei Battuti a Premariacco
- Scuola dei Battuti di Mestre a Mestre
- Chiesa di Santa Maria dei Battuti a San Vito al Tagliamento
- Chiesa di Santa Maria dei Battuti a Valeriano
- Chiesa di San Giovanni dei Battuti a Pavia di Udine
- Sala dei Battuti di Conegliano (Treviso) annessa al Duomo di Conegliano